# 集電装置
集電装置（しゅうでんそうち、英語: current collector）とは、鉄道車両やトロリーバスが電気を得るための装置をいう。集電器（しゅうでんき）とも呼ばれ、代表例としてパンタグラフが挙げられる。
架空電車線方式の電車では通常、編成内の電動車に装備されるが、軸重（車両重量）制限や取り付け位置の制約等の関係で、無動力の制御車や付随車に取り付けられる事例もある。変則例では日本の電車形救援車があり、自走電力は不要な制御車であったが、救援活動に用いる機器の電源が必要なため、集電装置を持つものもあった。

## トロリーポール

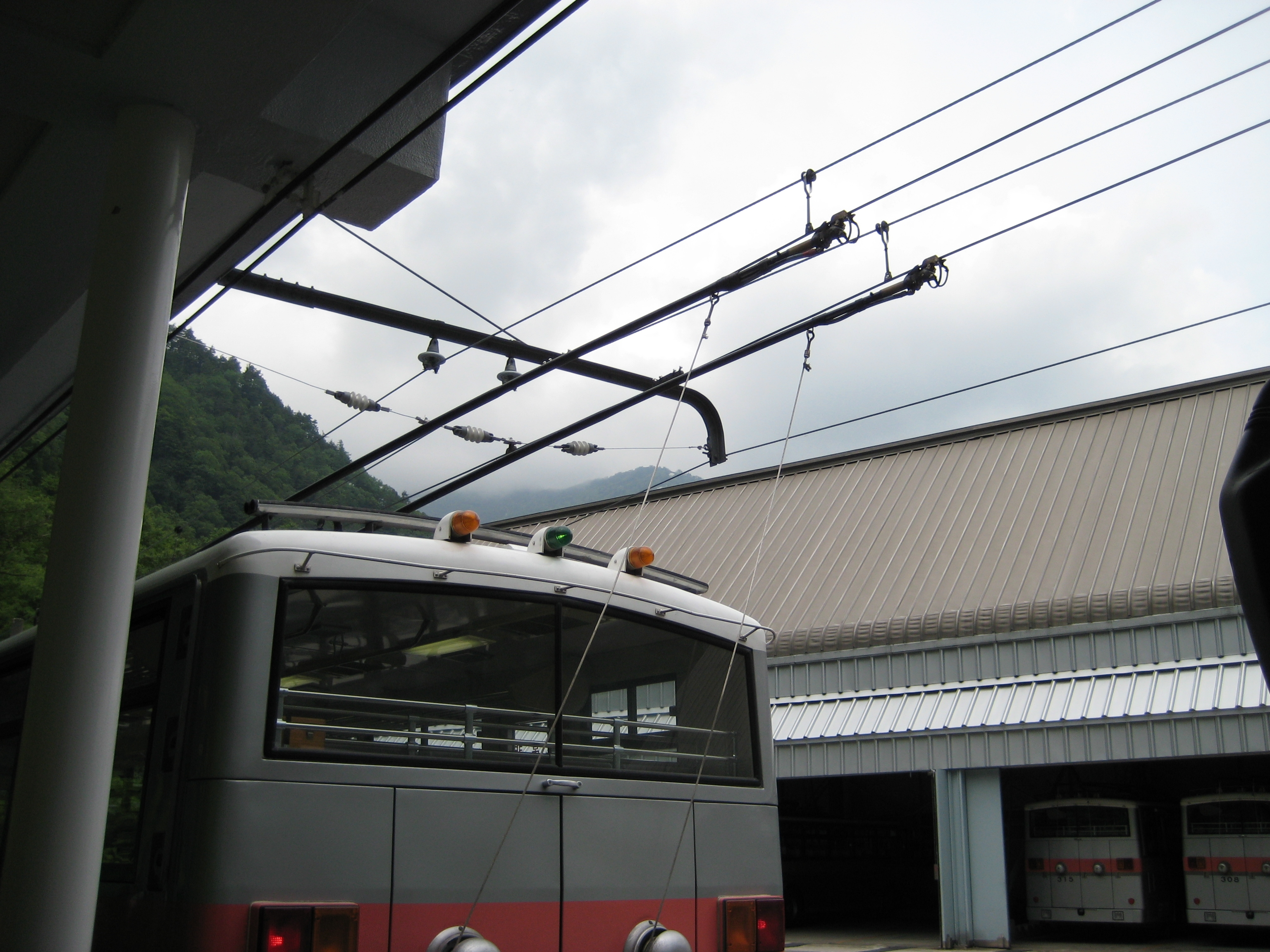
関電トンネルトロリーバス（2018年限りで廃止）

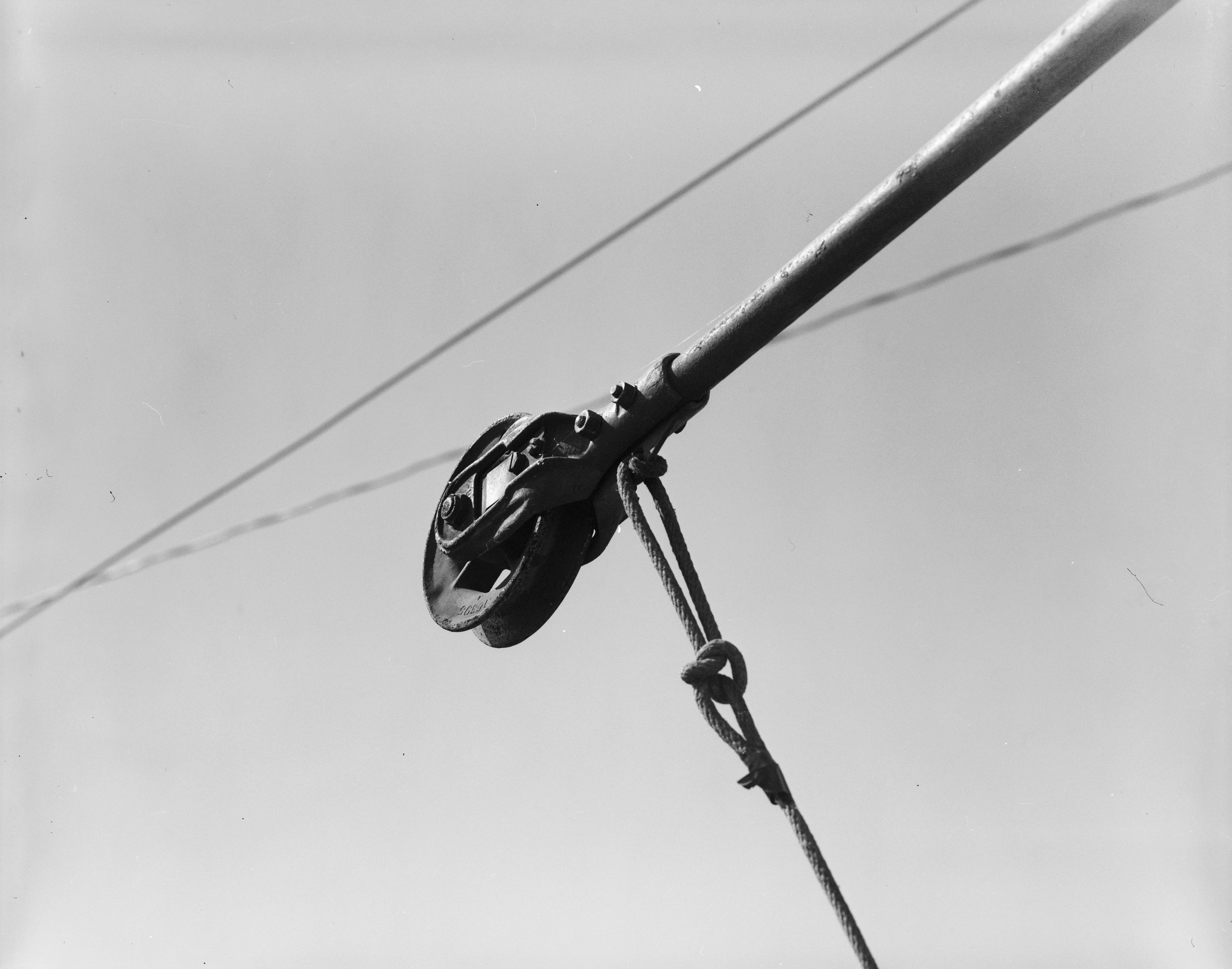
ホイールを使用したトロリーポール先端部（ヤキマバレーインタアーバン297号電気機関車）

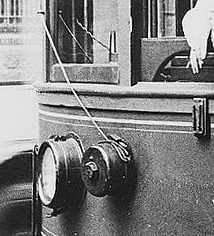
レトリバー（ヘッドライト右側）

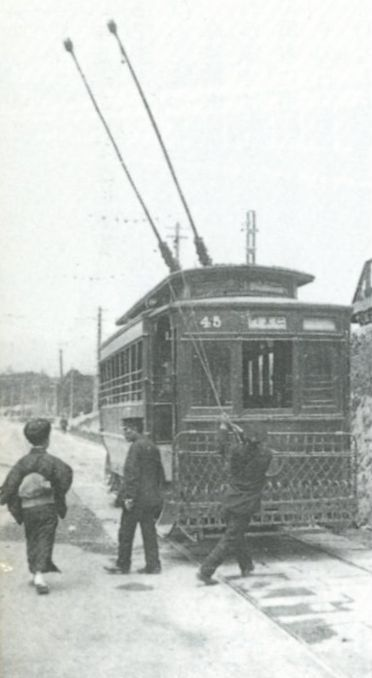
京都市電蹴上線(1945年休止)蹴上終点で1形の2本のトロリーポールを回す乗務員

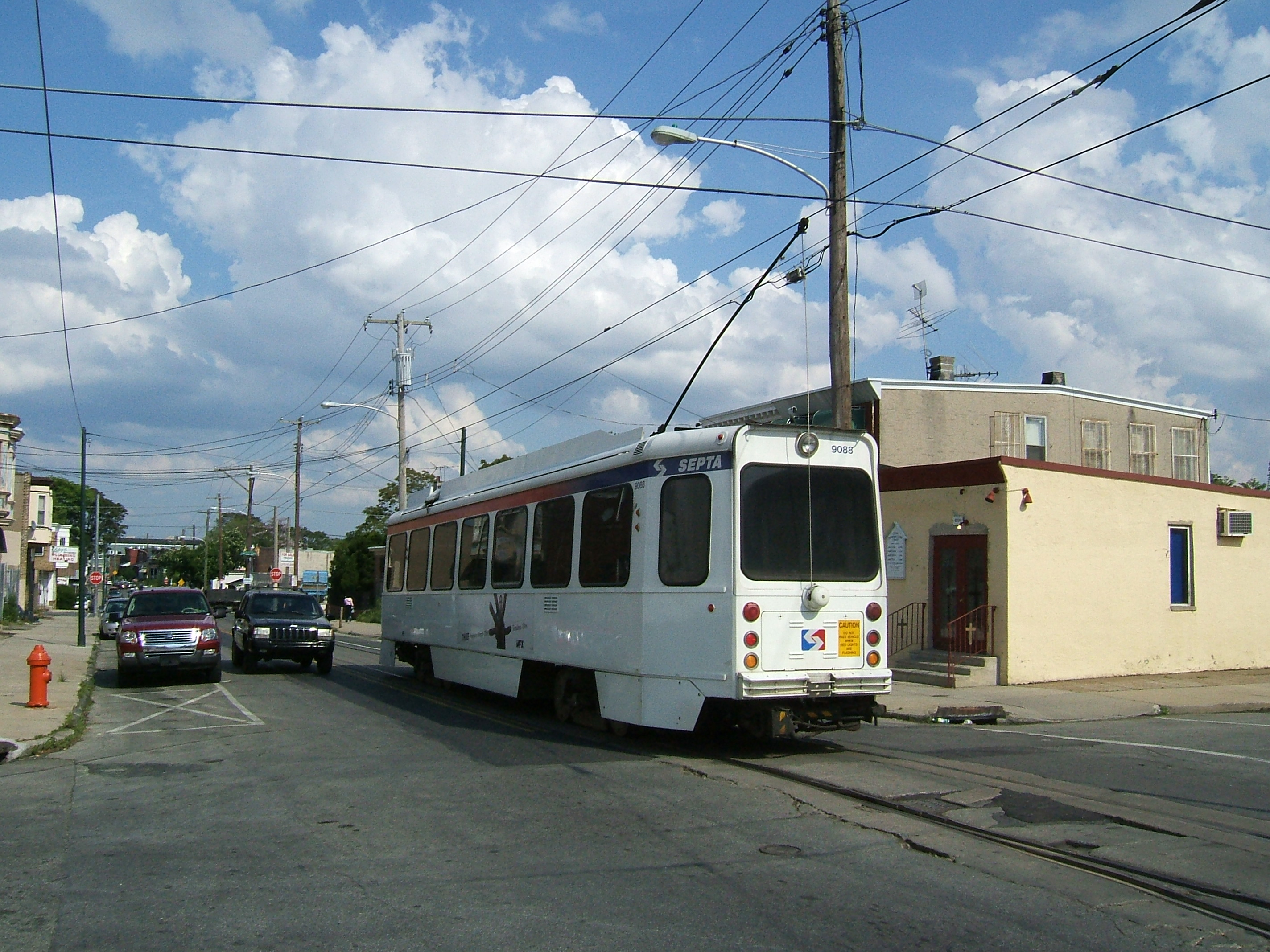
SEPTAの軽快路面電車

トロリーポール（trolley pole）とは、鉄道車両やトロリーバスの屋根上に取り付けられ、架線（トロリー）に接触させて集電する装置の一種。「ポール」または「電棍」（でんこん）とも呼ばれる。本体は鉄・軽金属・ステンレス鋼等のパイプで出来ており、先端部分にはトロリーホイールと呼ばれる滑車状の車輪、またはスライダーシューと呼ばれるU字断面のすり板が取り付けられており、架線にはめ込む様に接触させる。鉱山鉄道などでは事故防止の観点から、木製のポールに絶縁材で被覆された電源ケーブルを組み合わせたものも用いられた。トロリーポールは架線に対して斜めに角度を付けてトロリーホイールやスライダーシューを接触させて使用し、架線に突っ込む方向で使用すると離線した時にトロリーポール自体もしくは架線や架線を支持する吊架線（スパンワイヤー）の損傷につながるため、なびく方向で使用するのが原則である。車両の速度が向上するにつれ、架線を外れたトロリーポールが架線や吊架線を切断する事故も増えたため、ぜんまいばねの働きで引き紐を巻き取り、トロリーポールの跳ね上がりを防ぐレトリバー（レトリーバー、トロリーキャッチャー）が考案された。
電気鉄道黎明期には幅広く使用されたが、架線に対して斜めに接触させて使用し架線の高さが変位すると架線に対するトロリーポールの接触角度も変位するので、架線との接触面に加わる圧力（架線を押し上げる力）の変動が大きい。かつ質量が大きく剛性も低い（しなる）ため、
1. 架線追従性が悪く、架線にはめこんであるトロリーホイールやスライダーシューが架線から外れてしまう離線が起こりやすい。
2. 一旦離線が発生すると再度乗務員により架線に着線させる操作が必要である。
3. 走行中に離線が発生するとトロリーポールが上に跳ね上がって架線や架線の吊架線を切断する事故が起こりやすい。
4. 分岐器通過時各トロリーポールに操作員（通常は車掌が兼務）が必要で貫通路も使用しにくい。

という問題があり、高速化、大出力化、長編成化には不向きであった。
そのため、曲線や分岐が多く連結運転が多用された日本では電気鉄道の発展に伴い1920年代以降パンタグラフへの移行が急速に進展したが、トロリーポールには、構造が単純で製造コストも低い、本体のサイズが大きく作用範囲が広いため、架線の上下左右の偏倚や張力変動に強い、架線をさほど高い精度で設置しなくても使用できるので架線の設置、及び維持コストを低廉化できる、といった理由から、その後も長きにわたり路面電車や小規模な地方私鉄用として使われ続けた。
アメリカではインターアーバンを中心にその後もトロリーポールを使用する例が多数見られた。路面電車では1929年（昭和4年）からPCCカーが開発されて1936年（昭和11年）に基本仕様が完成。以降量産して全米各地で使用され、マサチューセッツ州ボストン市を走るレッドラインのマタパン（Mattapan）支線では2012年（平成24年）現在でも使用中であり、スライダーシュー付きのトロリーポールを使用している。ペンシルベニア州フィラデルフィアのSEPTAでも、1980年代にPCCカーの代替として導入された川崎重工製軽快電車がトロリーポールを装備して登場し、使用されている。また、アメリカではサンフランシスコ市営鉄道のFライン、ウィスコンシン州ケノーシャなど、トロリーポールを装備したPCCカーのような旧型路面電車を市中で復活運行している例も複数ある。
トロリーポールには進行方向に対して1本（シングルポール）のものと2本（ダブルポール）のものがある。戦前の日本では、大都市の路面電車を中心に、線路からの帰電が漏電して地下埋設した各種の管を腐食（電食）させる事例があり、これを防ぐために架線に帰電する方式としたため、2本となった。その後、管の材質が電気の影響の少ない鉛等に変更されたり、埋設深さが深くなるなどでほとんど影響がなくなったため、戦後はすべて1本に変更されている。トロリーバスでは構造上地面への帰電が不可能であり、架線に帰電するためすべて2本となっている。
小型の車両では、屋根の中央に取り付けられ、進行方向が変わる場合は乗務員が引き紐で旋回させていた。日本ではこの作業はポール回しと呼ばれる。その後車両の大型化に伴い、進行方向ごとに1対を備えるようになり、2本ポールの場合は合計4本となる。この場合、常に後ろ側を使用し、終端部で乗務員が上げ下ろしを行っていた。ポールを上げるには組み込まれたばねの復元力を利用するが、架線への追従性を確保するためにビューゲルやパンタグラフと比較して押し上げる力が強力で、かつ架線にピンポイントで正確にトロリーホイールやスライダーシューをはめ込む必要があってトロリーコード（引き紐）を操り操作するには熟練が必要であった。また、分岐、転線の際は、本線側の架線から分岐側の架線への架け替えが必要となるため、乗務員は天候にかかわらず身を乗り出してポール操作を行わなくてはならず、大きな負担になった。分岐部でトロリーポールを下げて付け替える手間を軽減するために、軌道側の分岐器よりも進行方向やや奥側に架線の分岐部を設置し、走行中にトロリーコードを分岐側に軽く引くだけでトロリーポールの転線が完了する様に改良されたが、離線も発生しやすいので従来の付け替え作業を行うタイプと併用されていた。
トロリーバスは道路状況によっては架線の直下を大きく外れて走る必要があるが、U字断面で水平・垂直方向に可動式のスライダーシューを装着して架線追従性を高める改良がされたトロリーポールはこの使用状況に向いており、2012年（平成24年）現在もトロリーポールが使われている。スライダー式はトロリーバス用として開発されたが、架線への追従性に優れていたため鉄道でも高速運転を行う路線を中心にホイール式から変更された例がある。
トロリーバスの場合は進行方向が一方のため、終端部には転回線が設けられており、途中の分岐が少ない。トロリーポールの上げ下ろしは（1）数少ない分岐（2）入出庫時（3）電化区間の鉄道線の踏切をわたる場合（4）離線や車両故障時等で、路面電車より頻度を低くして表定速度の向上による高速化を狙っている。トロリーポール自体も当初は路面電車用と同様の構造だったが、高速化に対応し、また離線時の架線や吊架線の切断事故防止のために、後年はほとんどのケースでレトリバー（トロリーキャッチャー）を取り付けた。
手動で操作する架線分岐器が開発され、車庫構内や停留所など停車して操作可能な場所で使用された。自動化した架線分岐機構も開発され、世界各国のトロリーバスで使用されたが、構造が複雑なことと、後述するビューゲルやパンタグラフの普及により、手動式・自動式ともに鉄道や路面電車では一般化しなかった。
電気鉄道の黎明期にはさまざまな試行錯誤が行われ、トロリーポールもその起源の完全な特定には今後の研究が待たれるが、1888年（明治21年）にアメリカのダービーホース鉄道（DERBY HORSE RAILWAY）でヴァン・デポール（Van Depoele）の電気品を使用した電気機関車がトロリーポールを用いている。また同年、アメリカのリッチモンドユニオンパッセンジャー鉄道（Richmond Union Passennger Railway）がフランク・スプレイグ（Frank Julian Sprague）考案の電気鉄道システムを採用して開通、やはりトロリーポールを使用している。日本の営業用鉄道におけるトロリーポールの使用は、1895年（明治28年）2月1日の京都電気鉄道（1918年（大正7年）に京都市電/京都市交通局により買収）を持ってその嚆矢とする（1890年（明治23年）5月4日から東京・上野公園でトロリーポールを使用した『東京電燈スプレーグ式電車』（鉄軌道の分野ではスプレーグと表記する事がある）が走っているが、内国勧業博覧会開催期間中の限定運行でありサンプル的存在）。ホイール式は1975年（昭和50年）12月の京福電気鉄道嵐山本線・北野線、スライダー式は1978年（昭和53年）10月の京福電気鉄道叡山平坦線・鞍馬線（現・叡山電鉄叡山本線・鞍馬線）を最後に旅客用鉄道で使用する路線はなくなり、現在は乗客を乗せる車両では明治村等の保存鉄道でのみ用いられている。一方、トロリーバス向けスライダー式は、2018年（平成30年）12月以降日本に唯一現存したトロリーバス路線で立山黒部アルペンルート内に含まれる立山黒部貫光立山トンネルトロリーバスのみで使用されていたが、2024年（令和6年）11月30日をもって廃止されたことで国内から姿を消した。

トロリーポール搭載車両の例
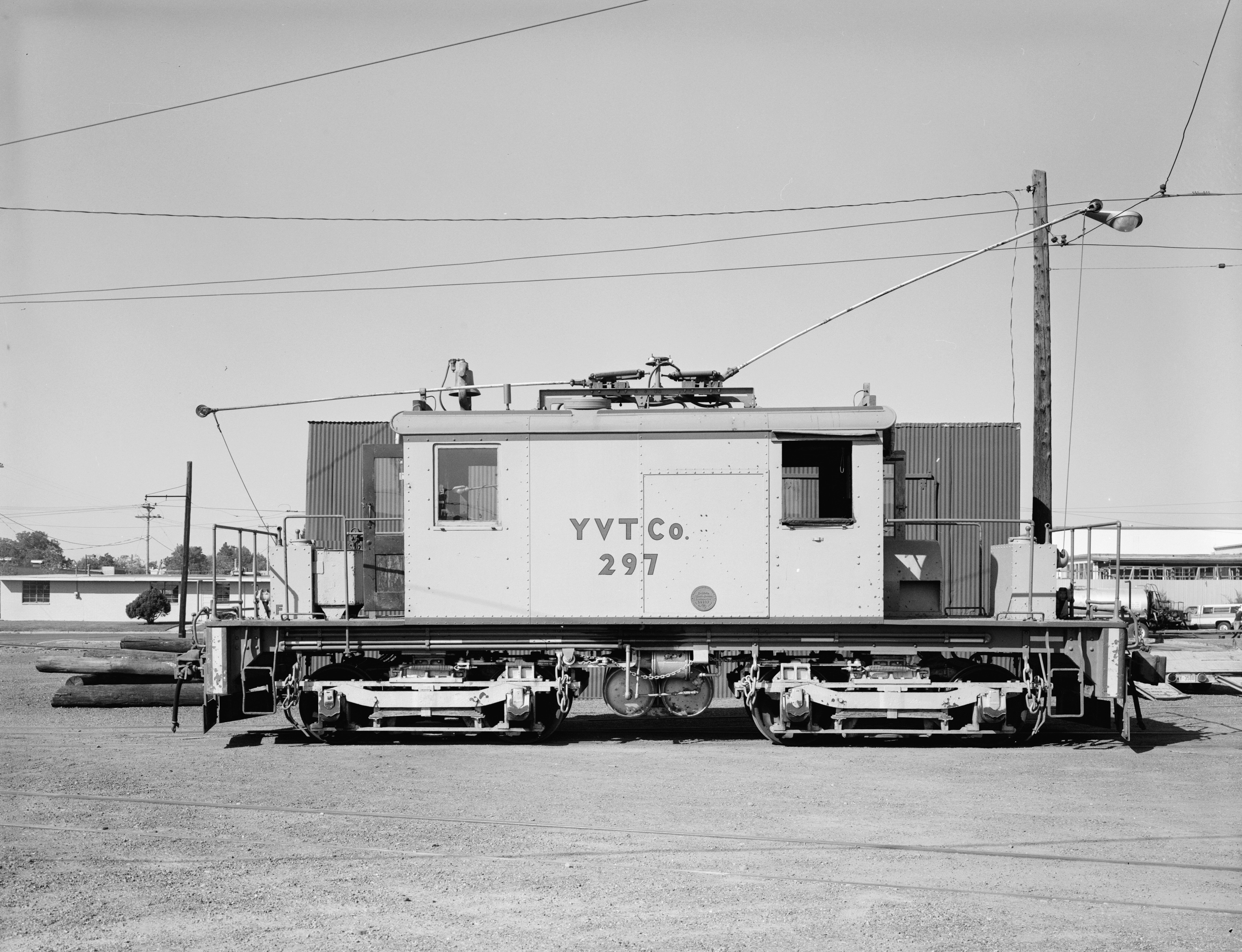
アメリカ合衆国ヤキマバレーインタアーバンの297号電気機関車
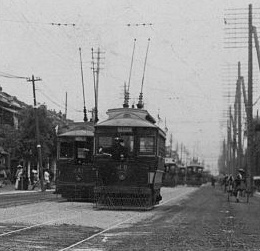
ダブルポールを使用する東京市電(1905年)
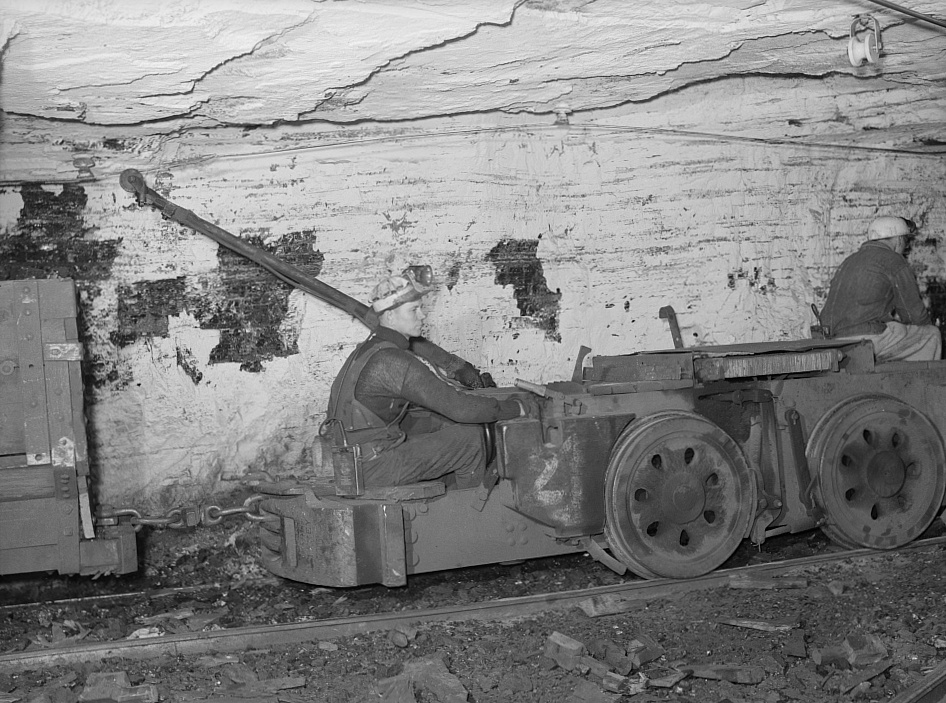
木製ポールを使用した電気機関車（イリノイ州の鉱山内、1939年）

## ビューゲル

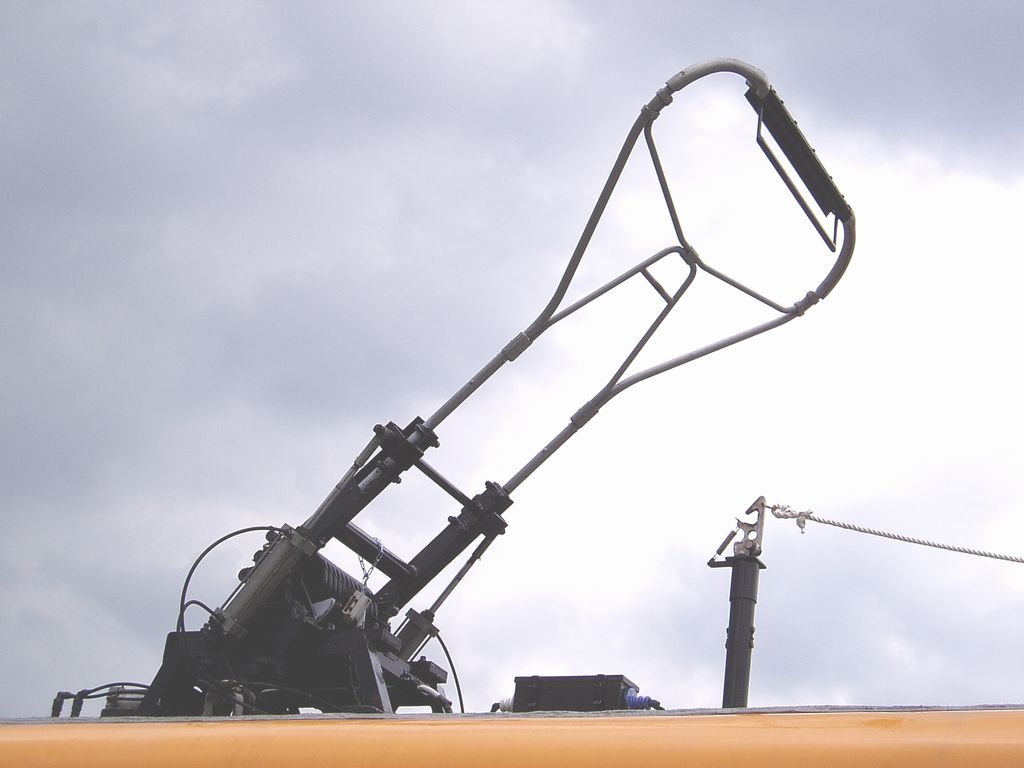
ビューゲル
（写真は東京都電7504号　空気圧操作式に改造後の姿）

ビューゲル（独:Bügelstromabnehmer）は、かつての路面電車に多用された集電装置。架線に摺り板（スライダーシュー）を圧接し、摺動させて集電する。
架線からの集電システムはその黎明期に様々な方式が考案されたが、ビューゲルの原型となる物も、トロリーポールやパンタグラフの原型と、ほぼ同じ時期に使用が始まっている。トロリーポール同様に起源の完全な特定にはさらなる研究が待たれるが、アメリカ起源のトロリーポールに対してドイツ語の名詞であるビューゲル（Bügel=枠）が用いられ、主にヨーロッパで発展したシステムである。英語ではボウコレクター（Bow collector）、その和訳では弓形集電子と呼ばれる。
本体は鉄・軽金属・ステンレス等のパイプで作られており、枠状であり通常は関節を持たない。特殊構造で中途に関節を持つものもあるがパンタグラフやZパンタグラフの様に本体の倒れこみを防ぐ機構は持たず、トロリーポールと同様に架線に接触する角度を変位させて架線高さの変位に追従させる。トロリーポールと違い左右方向には首を振らない。横幅を持たせたすり板（スライダーシュー）の左右端が閉じて曲線を描き、枠と接続しているのが特徴で、その形状から日本では「布団たたき」と呼ばれた。枠の丸みは架線が大きく偏倚した際の復元をスムーズにし、ビューゲルと架線の損傷を防ぐ目的で設けられているが、枠が角形でパンタグラフ同様の集電舟を持つタイプも存在する。
架線にトロリーホイールやスライダーシューをはめ込む様に接触させるトロリーポールとは異なり、横幅のあるスライダーシューを架線にすべり接触させる。架線とビューゲルがバウンドして離線が発生しても自動で復旧するので、トロリーポールの様に再び架線に着線させる操作をせずに運転を継続することができる。架線を外れて跳ね上がってしまう事も無いので架線や吊架線の切断事故が起こりにくい。運転中の監視や操作が不要となり、乗務員の負担は軽減されて機関車から路面電車まで幅広く普及した。
てこの原理を応用して架線と接触するすり板（スライダーシュー）部分を作用点とし、なんらかのばね装置で架線への圧接力を得ている。
以下は日本での実用化例である。
- 本体の台座への取付け部分の回転軸（てこの支点）と直角（車両の前後進行方向）に一組ずつコイルばねを設置し、本体のてこの支点の上部もしくは下部（てこの力点）に作用させるもの（二宮式）。架線への押し上げ圧力を一定にするため架線の高さを一定に整える必要がある。
- 本体枠中央部分（てこの力点）と台座をリンク装置を介してシリンダに組み込んだ一組のコイルばねで連結するもの（泰平電鉄機械）。スプリングの力を受ける前後のリンクが進行方向毎に切り替わって架線への押し上げ圧力の変動を軽減している。
- 本体の台座への取付け部分の回転軸（てこの支点）と同軸上にコイルばねを設置し、本体枠下部（てこの力点）にトーションスプリング（ねじりばね）として作用させるもの（明石製作所、東洋電機製造）。巻き数を増やしたスプリングの直径を大きくしてばね定数を低めに設定し、復元力の変動を抑制して押し上げ圧力の変動を軽減している[12][13]。

トロリーポール同様、原則的に車両の進行方向に合わせてなびく方向で使用する。車両を逆行させるだけで架線とスライダーシューの摩擦力で自然に反転するが、滑って反転しない場合は引き紐を引いて反転させる。ビューゲルの枠には伸縮機構が無く、反転する際には架線を持ち上げることになるため、反転する箇所の架線はあらかじめ持ち上げられる事を許容する様に取り付ける必要がある。
世界各国ではより大型で台座ごと進行方向と反対に180°旋回させて反転するタイプも使用され、このタイプは架線を持ち上げずに反転できるが乗務員は必ず下車しての作業となる。また、1基の台座に本体を2基装備して進行方向ごとに上げ下げして使い分けるタイプも存在した。ビューゲルはトロリーポールと異なり、分岐点での架線の付け替えは不要で、乗務員による集電装置の監視も折り返し時の反転以外は基本的に不要になる。
日本では1902年（明治35年）に江之島電氣鐡道（現江ノ島電鉄）、1903年（明治36年）に宮川電氣（後の三重交通神都線）がそれぞれ開業時にドイツのジーメンス製ビューゲルを使用するが、いずれも短期間にとどまり、トロリーポールに換装している。1941年（昭和16年）には広島瓦斯電軌（現広島電鉄）が、第二次世界大戦中の灯火管制の一環として（トロリーポール離線時のアーク防止の為）、ビューゲルとパンタグラフを試験使用した上で、1944年（昭和19年）に全線ビューゲル化した。使用したビューゲルは自社開発した二宮式と称する物で、ビューゲルを短期間に留まらずに継続使用した路線としては日本国内最初のケースとなった。
続いて戦後、都市部の路面電車で各電機メーカーの試作品の試用が始まり、1949年（昭和24年）1月の横浜市電（横浜市交通局）採用の泰平電鉄機械（現泰平電機）が開発した定圧式ビューゲル集電装置（1948年（昭和23年）8月に開発）が本格採用第一号。以降、他メーカー（明石製作所、東洋電機製造）の競合製品共々、架線電圧や電流が低く、走行速度の低い路面電車や地方私鉄では普及して長く使用された。
トロリーポールに比較して扱いが格段に簡便になったビューゲルではあったが、以下の欠点もある。
1. トロリーポールと同様に架線に対して斜めに接触するので、架線の高さが変化すると架線に対するビューゲルの接触角度が変位する。架線を押し上げる圧力の変動が大きく離線しやすい。反転時にも架線とビューゲルがバウンドして離線する事が多い。
2. 離線によってアークが飛び、架線・ビューゲルのすり板（スライダーシュー）共に著しく消耗する。
3. 一般的なタイプは離線の発生を考慮すると集電容量を大きくする事が難しい。
4. 反転時に重い架線を持ち上げるので、パイプで軽量化して製作されているビューゲル本体が破損することがある。

これらの欠点のため、高速車両ではパンタグラフが主流になった。日本国内の路面電車においても順次Zパンタグラフやパンタグラフに換装されて行き、都電荒川線が離線によって起こる瞬間的な停電による冷房装置のインバータ故障防止のためパンタグラフに切り替えたのを最後に標準仕様の機器として使用する路線は無くなり、長崎電気軌道の動態保存車や土佐電気鉄道貨1形電車に残っている程度である。

### Yゲル
"Y字型ビューゲル"の略で、形状がアルファベットの「Y」の字に似ている。
これは、ポール集電から移行する際に、既存のトロリーポールを改造して先端部をY字状に分岐させてトラス構造を形成し、左右に首を振らない様に加工の上でスライダーシューを取り付けたもので、トロリーポール同様に車体前後の屋根上に各1基ずつ装備して進行方向にあわせて前後のYゲルを上げ下げして使用する。新品のビューゲルを購入するのと比較して大幅に低コストとなることから、南海大阪軌道線、静岡鉄道秋葉線などで採用された。静岡鉄道秋葉線ではこのYゲルをさらに改造し、2つ組み合わせて途中に関節を設け、菱枠形のパンタグラフとするという工事も実施している。
阪神国道線でもY字型の集電装置が使用されていたが、屋根上に1基のみが装備され、本体の長さも短く、前後に反転使用するタイプで、ほぼ通常型のビューゲルと同様の構造であった。
Yゲルは現在、日本では無車籍ではあるが、えちぜん鉄道のML6形がこれを備えている。

### ボウコレクター
ビューゲルの一種で導入の推移は前述のYゲルとほとんど同じで、Yゲルもボウコレクターと呼ばれる場合がある。Yゲルとの違いは、既存のトロリーポール2本を平行にならべて先端部にスライダーを取り付けるもので、ポール間の梁は鋼管でトラス構造に接続されている。Yゲル同様トロリーポールの再利用例であるが、採用例は少ない。京阪電気鉄道や阪急電鉄が昭和初期までおもに無蓋の四軸電動貨車や旧北野線の四軸客車に採用していたが、長くは続かなかった。

## パンタグラフ
鉄道におけるパンタグラフとは、コイルばねの力や空気圧などによって架線に集電舟を押し付け、関節構造または伸縮構造を設けることで、架線高さの変化に追従させる形態の集電装置。近年架空電車線方式における集電装置としては最も一般的に使われている。略してパンタ、またはパンと呼ばれることが多い。
パンタグラフの構造は、大きく分けて4つの部分で構成されており、架線に直接に接触して摺動しながら架線の電力を取込むための集電舟、集電舟が自由に動きながら架線の追従性を良くするための集電舟支え装置、鋼板・アルミ合金・ステンレスパイプのリンクで構成された枠組、パンタグラフ全体を支えて車体に固定するための枠からなっており、集電舟の架線との摺動部分は摺板と呼ばれており、導電性の良く架線に損耗を与えにくいカーボンや銅合金などが使用され、摩耗による定期的な交換を必要とするため、それが容易にできるように、いくつかに分割された構造となっている。
その発明者が誰であったかについては、現在に至るまで明らかとはなっていないが、ボルチモア・アンド・オハイオ鉄道(Baltimore and Ohio Railroad)で1895年（明治25年）、電気機関車に先端に集電用台車を取り付けたひし形の集電装置を使用している。アメリカ・サンフランシスコの対岸、オークランド周辺に路線網を形成していたキー・システム (Key System) が1903年（明治36年）の開業時に既に菱枠形パンタグラフを装備した電車を就役させていたことが開業当日に撮影された写真で判明している。
「パンタグラフ」の語源は、製図やフライス加工などで、複製のために用いられる、リンク機構を持つ菱形をつなげた形の道具である、パンタグラフ (Pantograph) に動作が似ていたため採られた名称である。現在では必ずしも菱形のもののみを指すのではなく、他の形状のものも含め、関節構造を備えた屋根上に装備する集電装置の総称となっている。

### 菱形
菱形の最も古典的かつ一般的な構造のもので、その形状と動作が絵を拡大または縮小して描くことのできるパンタグラフ（写図器）に似ていたことから、このタイプの集電装置がパンタグラフと呼ばれるようになった。厳密には菱形（四角形）ではなく、五角形である。一般的には鋼管をトラス構造に組立てたものであるが、一部にラーメン構造のものも見られた。
特に低・中速での追従性能がよく、下枠交差型が普及してもなお、国鉄の在来線電車の大半に採用されるなど架空電車線方式の集電装置の主流を占めていた。しかし、可動部の質量が大きい、高速時の空気抵抗が大きい、といった欠点があり、1990年代以降はシングルアーム型に取って代わられつつある。現在、新造車に装備されるケースはほとんどなくなってきている。

#### 日本における主要形式
日本の鉄道で使用された主な菱形パンタグラフは下記の通り。
- 鉄道省・国鉄・JR東日本・JR四国制式： 東洋電機製造のものがほとんど。一部機種には私鉄向けも存在し、それらの多くはメーカー形式（東洋電機製造であればPT○○）が与えられる。
PS2形東洋電機製造C形を1923年（大正12年）に制式化。ばね上昇式で鋼管による上下枠を備え、上枠にX字状（たすき状）の部材を取り付けて強度を向上している。従来機種と異なり主軸軸受にボールベアリングを採用し、摩擦軽減とこれに伴う追従性の向上を実現した。
PS10形1930年（昭和5年）にED16形以降の省制式電気機関車用として鉄道省と東洋電機製造・三菱電機をはじめとする各電機メーカーが共同で設計。基本となったのはウェスティングハウス・エレクトリック社製ED53形・EF51形に装着されていた省形式PS9で、空気圧上昇式で上枠だけではなく下枠にもX字状のたすき状支柱が取り付けられ、強度の向上が図られた。
PS11形PS10の枠構造を基本として主ばねを4本から2本に減らし、ばね上昇式に変更したもの。省制式電車用として設計され、1932年製造開始のモハ40形などより採用された。
PS12形基本はPS13形と同じだが、天井管がある。
PS13形1944年（昭和19年）に採用された、工作の簡易化と資材の節約を最優先目的とした戦時設計品。下枠に鋼板折り曲げ溶接によるラーメン構造を採用し、補強用のたすき状支柱を廃止、横方向の支持棒のみとし、さらには非鉄金属資源節約のためにカーボンスライダーを本格採用した。モハ63形やEF13形などに採用され、主軸軸受を平軸受としたことなどによる追従性の低下はあったが、構造の簡素さもあって取り扱いが容易で性能の低下も想定以下であった。このため、戦後も若干の改良の上でモハ90形試作車まで国鉄電車用標準集電装置として生産が継続した。また、相模鉄道では8000系まで使用された。
PS14形電車では一応の成功を見たPS13だが、電気機関車用としてはばね上昇式などとの相性が芳しくなかった。そのためPS10を基本に再設計された形式である。EF58形・EF15形に採用。空気圧上昇式。
PS15形PS14を改良し、集電舟支え装置に平行リンク機構を組み込み、枠の幅を縮小することで追従性の向上と軽量化を図ったもの。EF58形およびEF15形の後期生産グループ、それにEH10形に採用。空気圧上昇式。比較的短期間で生産が終了したため、本形式搭載車の一部は後にこれをPS22Bへ換装している。
PS16形当初は高速運転を実施する153系（旧91系）用として1957年（昭和32年）に設計され、続く151系（旧20系）用PS16Aで集電舟の追従性改良が施されて一応の完成をみた。ばね上昇式で鋼管溶接構造に回帰し、下枠は支柱付加でM字状のトラス構造となっている。また、上枠もN字形の鋼管溶接構造として軽量化と高速追従性、それに強度の両立を図った。PS13に代わる新性能電車用標準集電装置として国鉄在来線電車全般に細部の仕様変更を重ねつつ約30年にわたって大量採用され、一部の旧形電車にも採用された。交直流電車の401・421系 - 403・423系初期車にも使用されたが、特高圧絶縁が必要なためパンタグラフ折りたたみ限界を確保すべく、パンタグラフ搭載部分が低屋根になっていた。寒地向け（寒冷地仕様）にはばねに耐雪カバーが付けられており、交流型電車向けなども製造されたため、用途に合わせた接尾辞（サフィックス）がある。A形はばねカバーなしまたは簡易カバーの直流用、B形がA形の交流用、J形がA形の寒地向け、H形がB形の寒地向けである。また、私鉄向けはPT16となる。
PS17形電気機関車用として、PS16を空気圧上昇式に変更して設計され、1958年（昭和33年）よりED60・61形用として採用が開始され、後継となるPS22系下枠交差式パンタグラフへ切り替わるまで国鉄電気機関車用標準パンタグラフとして多用された。
PS18形カニ22形用としてPS16を基本に設計。寝台特急牽引用の装備を持つ電気機関車からの遠隔操作による、異常時の緊急下降が可能。
PS19形EF30形・EF80形などに採用。PS17を基本に交流対応としたもの。
PS21形剛体架線を使用する地下鉄線乗り入れ対応車として設計された301系用として、PS16を基本にスライダーシューの舟支え装置部分の設計変更等を行って小ばねの追加を行ったもの。追従性能が優秀であったことから回生制動を行い離線が好ましくなかった201系にも採用されたほか、301系以降の各地下鉄線乗り入れ車にも採用された。
PS23形中央線高尾以西（折りたたみ高さ3980mm）、身延線（折りたたみ高さ3,960 mm）などの狭小限界区間対策として、PS16を基本に集電舟の小型化やイコライザーの台枠外への移設などの改良を行い、最小折りたたみ高さを縮小したモデル。
PS24形PS23の集電舟支え装置にPS21と同様の小ばねを追加して架線追従性能を向上させた改良後継機種。JR東日本在籍の201系電車の分割編成と、中央本線用115系の一部に霜取り増設用として搭載。
PS26形PS23を基本に交直流対応とした機種。651系 の他253系でも採用、E351系ではシングルアームパンタグラフ化前に採用。
PS28形PS16を小型化したもの。209系（但し、500番台後期車はPS33A形、1000番台は203系や207系と同様のPS21形が採用された）、E217系に搭載。
PS29形PS28をさらに小型化し、交直流に対応した。E501系に搭載。
S-PS58形土讃線及び高徳線の電化を見越し、折りたたみ高さ3,900mmに対応するために開発されたパンタグラフ。[注釈 22]7000系、6000系、113系に搭載。
- 私鉄向け
  - 東洋電機製造: 日本における集電装置製造の最大手として、トップシェアを握る。
A形ゼネラル・エレクトリック社製パンタグラフの原図を元に1921年に阪神急行電鉄向けとしてデッドコピーしたもの。事実上、国産初の菱枠パンタグラフであったと見られている。ばね上昇・空気圧下降式。B形はこれを小型化し、バネ上昇ヒキヒモ下降式としたものである。
C形A形を基本に改良を施したもので、戦前の日本国内電気鉄道向けパンタグラフのデファクトスタンダードとして、改良を重ねつつ同社製品の顧客であった南海・京阪・阪和・名鉄などの各社に大量納入された。なお、鉄道省でも上述の通りPS2として初期モデルが制式採用されている。
PT42形国鉄向けのPS16に対応する、戦後私鉄電車向け菱形パンタグラフのベストセラー。初号機は1955年（昭和30年）に設計された。枠構造が同様のPT44形を含め、近鉄・阪急・京阪・東急・小田急・京王・京成など、大手私鉄各社に大量に採用された。構造面ではPS16に類似するが、下枠がM字状ではなく上枠と同様のN字状となっており、また関節部に横方向の支柱が取り付けられている点、主ばね（上昇ばね）が屋根に対し平行にかけられている点などで異なる。舟体をそのままカーブさせてホーンとするモデルからスタートしたが、後にPT43同様パイプ形ホーンとして軽量化が図られた。
PT43形PT42系と並ぶ私鉄向けベストセラー。PT42の派生機種の一つで、スライダーから舟体とホーンを分離することで架線追従性と軽量化を実現した。また、架線高の低い路線に対応すべく、最低高が400mmとPT42系に比して50mm低くなっている。PT42と比較して枠構造がPS16により近いが、外観上、PT42と同様に関節部に横方向の支柱が取り付けられている点で異なる（初期には省略されたものがあった）。主ばねはPS16などと同じ斜めがけである。西武・東急・京急・京成・新京成、それに阪急などの各社に採用された。
PT44形営団3000系電車用に開発された、上下寸法が小型化された機種である。基本的な構造としてはS-PS58や、PS105の私鉄版と言える。営団と同じく日比谷線直通用車両を用意した東武と東急が、基本構造や寸法がPT43とほぼ共通のPT44Bを採用した。菱形パンタグラフを採用したほとんどの地下鉄はPT42かPT43で用が足り、採用例は極端に落ち込んだ。実際に日比谷線系統の後継車は営団車が従来形、東武車が下枠交差形となっている。1985年頃より、省スペースを求めて東急が多数導入したが、この頃には省スペースという点では下枠交差形がすでに普及しており、選択肢としては魅力に乏しかった。1990年代には西武6000系に採用された。
PT45形近鉄が1961年（昭和36年）より製造を開始した奈良線820系用としてPT45-Qを採用。縮小車両限界に対応する小型モデルの一つ。
  - 三菱電機: 主として近鉄や南海、神戸電鉄など、自社製機器の納入先各社へウェスティングハウス・エレクトリック（WH）社とのライセンス契約に基づく、あるいはそれを自社で独自に改良した集電装置を製造販売していた。このため型番は基本的にWH社の番号体系をそのまま踏襲していたが、一部にその体系から外れた型番を与えられた特異な機種も存在した。現在では製造販売から撤退している。
S-514形大阪電気軌道デボ1000・1300・1400形などに採用された機種。主に-Aというサフィックスを付与されたモデルが納入された。横型碍子を備え、上枠と下枠それぞれにX字状の支柱を備える。戦後も長く重用され、ク1560形を電装して近鉄初の高性能試作車であるモ1450形へ改造した際にもS-514-DCが搭載されている。
S-516形S-514系の後継機種として近鉄モ2250形前期車などに採用。軽量化などに留意した設計となっている。
S-520形S-516形の改良型。近鉄モ2250形後期グループに採用された。
S-710形大阪線以上に車両限界の制約が厳しい近鉄奈良線や神戸電鉄向け車両に標準採用された機種。横型碍子の採用はS-514・516系と同様であるが、枠寸法が縮小され、また構造も簡素化されている。伊予鉄道100形101-104、200形にS-710-B、105-106と300形304にS-710-CCを採用。
S-750形近鉄が奈良線モ800形用としてS-750-DCを採用した。
S-752形神戸電気鉄道デ300形、長野電鉄2000系、1100系にS-752-Aを採用。N字状の上枠とM字状の下枠を組み合わせた構造で、横方向の支持棒を持たない。前後方向の横型碍子を備える。
P-900-A形阪和（モタ300・モヨ100形）・東横・目黒蒲田（デハ510形の一部）などに採用。横型碍子で支持され、幅の広いスライダーシューを備える、ヨーロッパ風の空気圧上昇式大型パンタグラフ。Sで始まる型番を付与される通常の三菱電機製パンタグラフとは異なる番号体系に属する製品であり、愛好者の間では古くからスイス・ブラウンボベリ社（Brown Boveri & Co. Ltd: BBC社）からのOEM品であったと伝えられている[注釈 23]が、その出自は未だ謎である。
  - 日立製作所： 同社製私鉄用電気機関車、相鉄、京王、東武の戦前型などでの採用が多いが、採用後早期に東洋製に切替えている事業者がほとんどである。
K-100形相鉄、京王などが採用した。東武に納入していた機種より小型化されている。台枠の上下に碍子が配置され、下枠はPS13の支柱を撤去したようなもの、ほかは後述のPG16に似る。横剛性が乏しかったと見られ、相鉄、京王とも初期車のみの採用で、以降PS13に換装されている。
K-110形伊予鉄道300系電車303にK-110Cを採用。
  - 東芝： 電装品一式が同社製の車両への採用が見られた。2014年現在は阪急や地方向けの部品保守程度に縮小されている。
PG16形東急5000系電車 (初代)から東急6000系電車 (初代)B編成まで採用され、地方譲渡時に各地へ渡った。外観は東洋のPT35やPT42に似ている。
PG18形阪急でPG18-Hを採用[25]。
  - 工進精工所： 西武への納品が多かった。新幹線N700系電車や新京成電鉄8900形電車、JR貨物EF200形電気機関車用のシングルアームパンタグラフの納入実績がある。
KP62形長期に亘り西武が採用した形式で、PS16に酷似している。3000系まで採用されていた。当初はアルミ製の主枠を使用していたが、1988年頃よりステンレスに改造されている。

### 下枠交差型

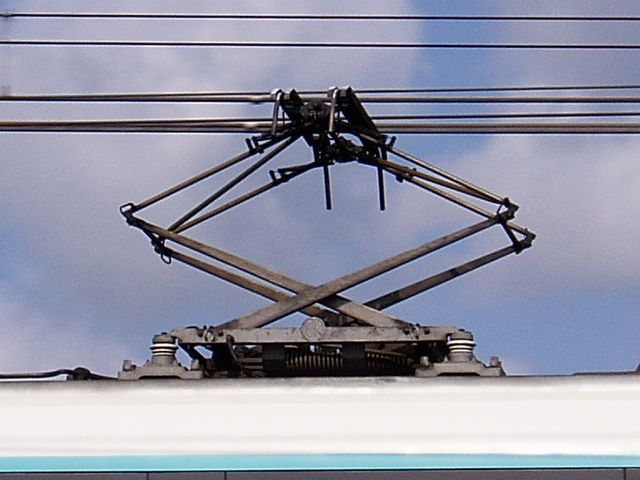
下枠交差形パンタグラフ
（写真は小田急20000形電車）

菱形の下枠を交差させることで、作用高さを損なうことなく（集電舟の可動範囲を狭めることなく）上枠を小型化でき、それによる軽量化で架線追従性の向上を図ったもの。
1962年（昭和37年）に新幹線1000形電車で採用された試作型PS9009での試験を経て、1964年（昭和39年）に新幹線0系電車においてPS200形が量産化されて採用された。在来線用では、同じく1962年にED30形 (2代)でPS20形が採用され、1968年（昭和43年）には、日本海縦貫線用のEF81形や、函館本線用のED76形500番台、711系電車など、豪雪・積雪地域から本格的に採用が始まった。他の国鉄電気機関車各形式も増備途中から下枠交差式に変更され、在来車の保守、換装用としても普及したが、電車での採用は北海道地区のみに留まった。
新幹線は、最初からパンタグラフを軽量化することを前提に、架線の方でも対応している。その後の新幹線電車では、パンタ台を架線に近づけることでさらにパンタグラフ全体を小型化し、上昇用ばねやカギ外しシリンダ、平衡リンク（イコライザ）等の台枠部分にある機器類全てを流線型のカバー内部に収容することによって空気抵抗と風切り音を減少させている。
私鉄車両では、従来の菱形と比較し、小型化による軽量化、空気抵抗減少、省スペース性から注目された。また、冷房装置などの搭載により屋根上搭載機器の増加した新世代の鉄道車両に適合したため、シングルアーム形が主流となるまでは主に関西私鉄（阪急電鉄、阪神電気鉄道、近畿日本鉄道、京阪電気鉄道、南海電気鉄道）、東武鉄道、西日本旅客鉄道（JR西日本）が積極的に採用。
一方で、製造コスト増を忌避し採用しなかった鉄道事業者（東京急行電鉄、京王電鉄、東海旅客鉄道、名古屋鉄道など）も多い。

ただ、1990年代以降に、より構造の簡便なシングルアーム形が登場したことで、上記の阪急、阪神、近鉄、南海、JR西日本など下枠交差型を採用してきた鉄道事業者においても、2000年代中頃以降、シングルアーム形が採用されるようになっている。なお、近鉄シリーズ21の一部や京阪13000系電車のように廃車発生品を流用した関係で下枠交差型を使用しているなどの例外はある。

### Z型・シングルアーム型
呼び名や外観は異なるが、基本原理はどちらも全く同じもので、「脚型」と呼ぶ国もある。日本でこのタイプが高速車両に普及していなかった頃は、欧州同様「Zパンタ」と呼ばれていた。
メインビームは横から見ると「く」の字形をしており、ほかに集電舟の平衡とパンタグラフ全体の変形を防ぐイコライザーリンクを持つ。摺動抵抗となる関節を減らし、枠の軽量化と高剛性化を両立し、高速時の架線追従性を向上させたもの。受風しにくく、着雪面積が小さい点も有利とされ、実際に降雪地域（特に日本海側の豪雪地帯）では離線防止の目的で換装する例もある。
シングルアームパンタグラフは1955年（昭和30年）にフランスの大手鉄道用機器メーカーであるフェブレー社 (Faiveley S.A.) が開発し、特許を取得した。下枠を1本として関節部から分岐して逆三角形を呈する上枠で集電舟を支持する構造で、発祥地であるヨーロッパでは、初期より路面電車から高速車両まで幅広く普及しており、特に高速化に熱心なフランス国鉄（SNCF）では1960年代後半以降標準的に採用されている。イタリア国鉄（FS）や西ドイツ国鉄（DB）の車両も、フランスへ乗り入れるものは架線高さの問題もあって、古くからシングルアームパンタグラフが採用されていた。
アメリカ合衆国においては、東海岸の都市部に路線をもっていたペンシルバニア鉄道の高速電車「メトロライナー」（1969年運用開始）に使われ、同社の電気機関車にも採用例があった。同社の旅客輸送および路線を引き継いだアムトラックでも最初の新車となったE60形電気機関車以来最新のACS-64形まで、高速列車のアセラ・エクスプレスを含めて電車・電気機関車において一貫して採用されている。
日本では、1955年（昭和30年）に路面電車用ビューゲル製造の大手であった泰平電鉄機械（現・泰平電機）が開発した「Zパンタグラフ」が路面電車各社局で使われた。これは、ビューゲルの枠を関節構造とし、リンク装置を設けて本体の倒れ込みを防止しているが、スライダーシューの平衡装置（イコライザー）を持たず、高速運転にも対応していないため、欧州型車両の「Z型パンタグラフ」と全く同じものではない。

泰平のZパンタはメインビームが上枠・下枠ともに2本で、屈折していなければビューゲルに類似するが、構造上はパンタグラフの仲間である。スライダーシューが架線を押し上げる力の方向を垂直に近づけて架線高さの変位に対する押し上げ圧力の変動を減少させており、ビューゲルの欠点である離線の頻発が大幅に減少した。同時に、車両が方向変換する際の反転操作も不要になり、従来のビューゲルに付随する問題点を全て解決した。
一方、高速電車用では、京阪電気鉄道が1971年（昭和46年）にフェブレー社製シングルアームパンタグラフの純正品を2000系に装着して試用したが採用には至らず、これが日本の高速電車や機関車で一般化したのは、同社の特許保護期間が終了し、日本国内メーカーによる製造に制約が無くなった1980年代末以降である。日本で初めて本格的に採用した車両は1990年（平成2年）3月より営業運転を開始した大阪市交通局70系電車である。
導入当初は前後から見るとY字型をしたフェブレー社製シングルアームパンタグラフと同型のものが多かったが、近年さらに簡略化が進み、上枠、下枠とも1本の鋼管で済ませ、前後視ではT字型の形状のものが現れている。新幹線に採用されたタイプは、上枠、下枠が中空構造のパイプとなっており、中に平衡リンクを通すことによって外部に露出する構造物を最小限として、空気抵抗と風切り音の低減を図っている。慣例で「枠」と呼んでいるが、すでに枠構造を持っておらず、当然、従来型パンタグラフのようなトラス構造にもなっていない。このタイプは、架線高さの上下に対応できる範囲が大きく、最低有効作用高さや、折畳み高さが低い点は、地下鉄や中央線高尾 - 南木曽間・身延線といった狭小トンネルが多い区間では特に有利となるため、速度域がそれほど高くない日本では、高速性能より、この面の有用性が重視されている。
さらに、部品点数が少ないため、製造、保守コストともに安価であることから2000年代から主流になりつつあり、コストメリットのため、事業者によっては、従来からの保有車両に取付けられていた菱形や下枠交差型のパンタグラフを全面的にこれに換装するケースが見られるようになっている。
折りたたみ時の屋上の占有面積が菱形パンタグラフと比べ少なく済む事から、屋上に配置する空調やその他各種機器の配列の自由度が増す他、屋根上重量の軽減にも寄与する。近年路面電車で主流となりつつある超低床電車では、主要機器を床下に配置できないことから、占有面積も少なく軽いシングルアームパンタグラフが屋上の機器の配置がし易くなり、煩雑さを低減させている。
新幹線でもシングルアームパンタグラフへの移行が完了している。新幹線の場合は架線への追随性のみならず、高速走行時に発生する「風切り音」の軽減に主力が置かれている。現在新幹線で主力となっているシングルアーム型は、通常露出しているイコライザーアームが全て中空構造となっている枠（メインチューブ）の中に収められ、側面から見ると完全な「く」の字型の一本アームとなっている。更にホーン部分に小さい穴を設けることにより、パンタグラフ自体から発生するエオルス音を軽減している（後述の通り）。碍子とパンタグラフ基部を覆う車体前後に設けられたスロープ状のパンタグラフカバーと、側面の遮音板によって風切り音を抑える形態が騒音対策、空力抵抗軽減の主流であるが、近年はJR九州800系やJR東日本E2系1000番台の様に、碍子及びパンタグラフ基部に空力的な処理を施し、パンタグラフカバーそのものを廃しているケースもある。新幹線の場合はかつてはパンタグラフカバーによって騒音を低減するという考え方が主流だったが、カバー自体が騒音の元となることが、JR東海の955形"300X"で試用された「ワイングラス型」タイプや、JR東日本の952形・953形"STAR21"、JR西日本500系900番台"WIN350"といった高速試験車、そしてJR総研での風洞実験等で蓄積されたデータによって解明されたことから、現在はカバーに頼ることなくパンタグラフ自体で騒音を軽減するという思想が主流となっている。
その後N700系の様に、シングルアーム型の下枠を極端に短くし、基部ともに流線型のカバーに納めたもの（この場合は遮音板とスロープ状カバーを組み合わせている）や、JR東日本のE954形"FASTECH360"で試用された、関節の無い完全シングルアーム（実際は下枠が極端に短く、カバーに覆われている）のタイプが登場する等、空力と騒音対策の試行錯誤が続いている。

### 石津式

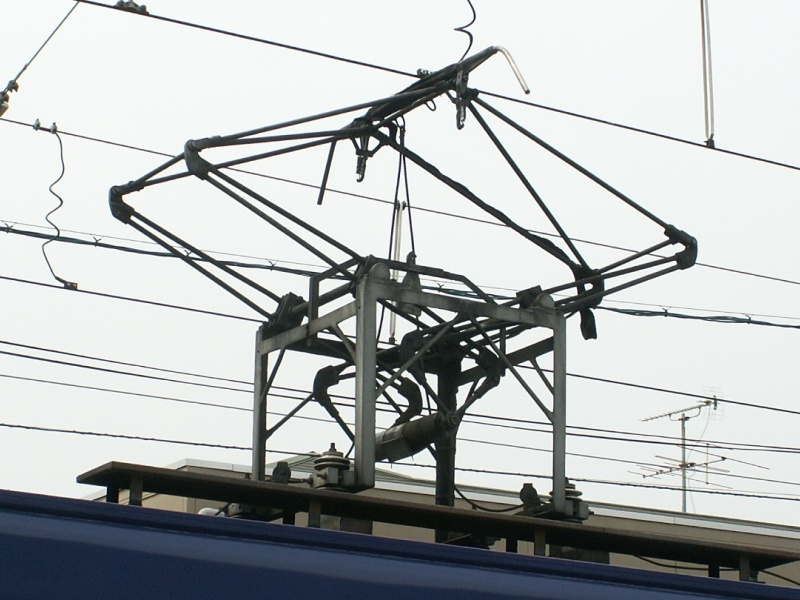
石津式
櫓の中央部に錘が見える。

岡山電気軌道の第六代社長であった石津龍輔が1951年（昭和26年）に考案した独自のパンタグラフで、社名から「岡電式」「岡軌式」とも呼ばれる。
通常のパンタグラフのように空気圧やばねの力で架線に追従させるのではなく、パンタグラフ下枠を主軸や台枠よりもさらに下に延長し、その下部に下枠交差式パンタグラフを上下ひっくり返したような小型のパンタグラフ機構を形成してその直下に錘をつり下げ、その重力による降下で得られた力でパンタグラフを押し上げ、架線に追随させるものである。
構造上、錘のための小型パンタグラフ機構が台枠の下に組み込まれていることから台枠を屋根上に碍子を介して直接固定することができず、800 mm前後の高さの櫓を組んでそこに錘のための機構部を格納し、その上に台枠を置く必要がある。過去にはこの櫓の両側面に広告板を取り付けて運行された例もあった。
枠構造の平衡維持のための機構が備わっていないことと、錘の運動エネルギーが減衰しづらいことで、高速走行での追随性に難があり、離線も発生しやすいため、路面電車のような低速で走る車両にしか適さないが、ばねも空気配管も不要で保守しやすい長所を持つ。
その開発以来現在に至るまで、岡山電気軌道のみ（9200型を除く）が採用している。

### T型

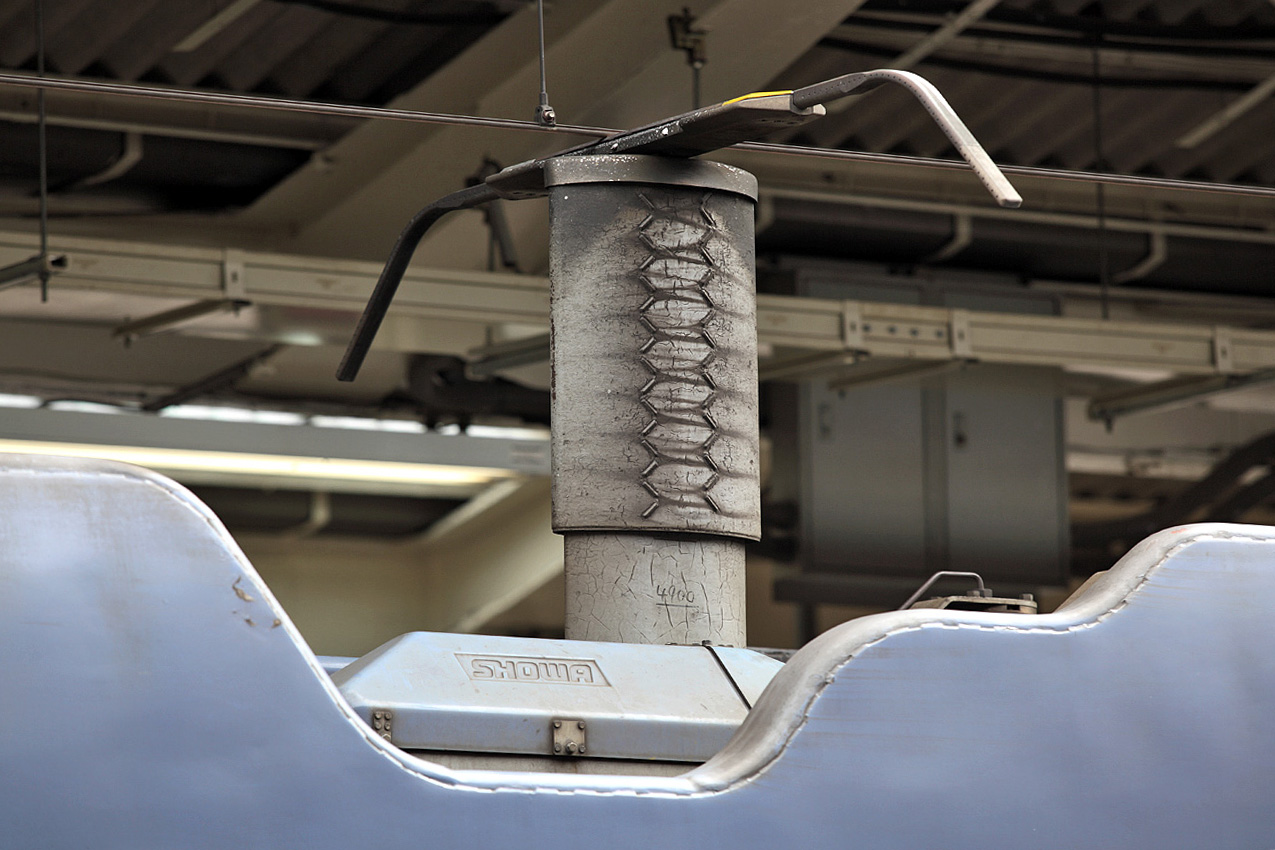
T型パンタグラフ(WPS204)
新幹線500系電車
表面のジグザグ模様が
微小渦発生モールド。
基部キセにショーワのロゴが見える。

関節構造を用いず、二重の構造体（チューブ、ケース）が伸縮することで架線に追従する構造となっており、前後視ではT字型、側面視ではI型に見え、使用時は屋根上に直立する形となる。このため、関節構造を持たない。JR西日本の新幹線500系電車W編成（16両）のみに採用されていた。
高速走行時の乱流による風切り騒音防止のため、音もなく滑空できるフクロウの羽根の構造を手本に開発された凸モールドがアウターチューブの表面にある。このモールドはボルテックスジェネレータの一種である。
高速域での安定した伸縮のため、ケース内部にダンパーが装備されているが、これの製造はF1カー用ショックアブソーバーの製作を通じて300 km/h以上でのデータとノウハウを数多く持つ、ショーワに依頼された。
T型の長所としては、可動部分がシンプルで軽量、且つ風切り騒音の低減に有利であることで挙げられるが、欠点としては製造維持コストが高いことと、構造上あまり大きく伸縮させることができないため、架線高さの変動幅の大きな在来線では使用できないことがあげられる。
また、後年にシングルアーム型で安価で高性能な新幹線用パンタグラフが開発されたため、500系を開発したJR西日本においてもその後の新型新幹線車両ではT型パンタグラフは採用されておらず、「こだま」に転用改造（V編成化）された500系でも、組成短縮に伴うパンタグラフ移設の際、アルミハニカム構体への穴あけ加工は強度が大きく損なわれるため、車体の切り欠き加工が不要なシングルアームパンタグラフに換装されている。最後までT型パンタグラフで運用されていたW1編成が2014年（平成26年）3月28日に廃車されたため、T型パンタグラフは消滅した。
なお、よく「翼型パンタグラフ」と呼称されるが、これは翼型舟体とT型パンタグラフが混同された呼び方であり、正確には両者は別物のため、誤った呼称である。
形状がT型類似のパンタグラフはかつて草軽電気鉄道で使用されていた。前節の石津式同様、上昇に錘を用いているが、パンタ押上力の確保にはばねを用いている点が、石津式とも500系とも異なる。

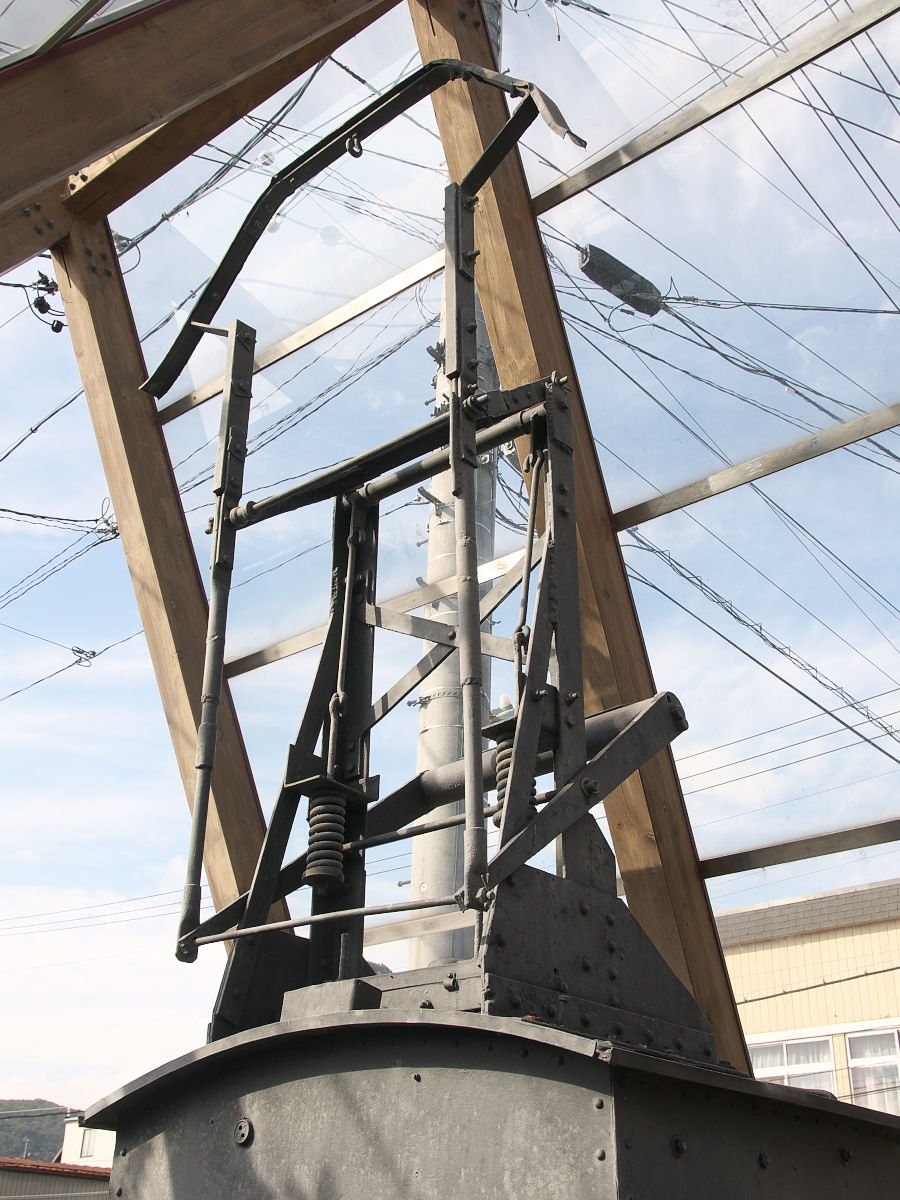
草軽電鉄のパンタグラフ

### 部品

#### 枠
集電装置の基本をなす部品。鋼管を使用し、上枠と下枠からなる。高速時の離線を抑えるため、軽量であることと、十分な剛性と強度を持つことが必要となる。200 km/hを超える条件下で使用されるものは、空力も重要な設計用件となる。

#### スライダー
パンタグラフが架線と接触する部分をスライダー（すり板、摺り板）または集電舟と呼ぶが、このスライダーは架線との接触状態を保った状態で走行するため、走行中は常に摩擦された状態になる。したがって使用しているうちに摩耗してくるので、定期的な交換が必要である。
スライダーの材質はカーボン（グラファイト）や銅系の焼結合金が主流であり、特性に応じて使い分けられている。一般的にカーボンすり板は離線によるアークに強く、金属すり板は伝導率が良いために大電流を流しやすい。そのほかの材質として、摩耗を少なくするために鉄系の焼結合金にしたり、銅系の合金に油脂や二硫化モリブデンなどの潤滑剤を混ぜて造ることもある。ただし、スライダーに摩耗の少ない材料を使用する場合、架線の摩耗が早くなることを考慮する必要がある。
また、スライダーの磨耗点が一点に集中することを防ぐため、一般にパンタグラフ集電の路線においては直線部分の架線は緩いジグザグ状に張られている。
通常スライダーは菱形・シングルアーム形共に2枚付いている事が多いが、新幹線では騒音防止のため1枚に減らされた。また第二次世界大戦前後の一部の電車でも1枚のものがあった。路面電車の菱形パンタグラフでは1枚であることが多い。

##### ローラースライダー
架線と接触する部分をローラーとして回転する形態となっているもので、接触部の磨耗を抑制する狙いがある。
日本では1914年（大正3年）に鉄道院デハ6340系に採用されたが、重量が過大で高速運転時に離線トラブルを起こしがち（架線追随性が悪く、度々アーク放電を起こして架線を断線させた他、軌道の状況が悪い区間ではパンタグラフが激しく上下動してタンピングを引き起こしていた）で、開業記念運転時に運転不能になるという致命的トラブルを起こしたことから、電車の運行を中止し、通常のシュー式に改造するという事態に陥った。低速での運行を行う坑内軌道ではその後も一部で用いられた。

##### 分割ばね式スライダー
新幹線E5系及びE6系にて採用されたもの。スライダー自体を分割し、それぞれにスプリングを組み込んだもの。これによって追従性が格段に向上し、運転時の集電装置使用数を1つに削減することに成功した。

#### ホーン

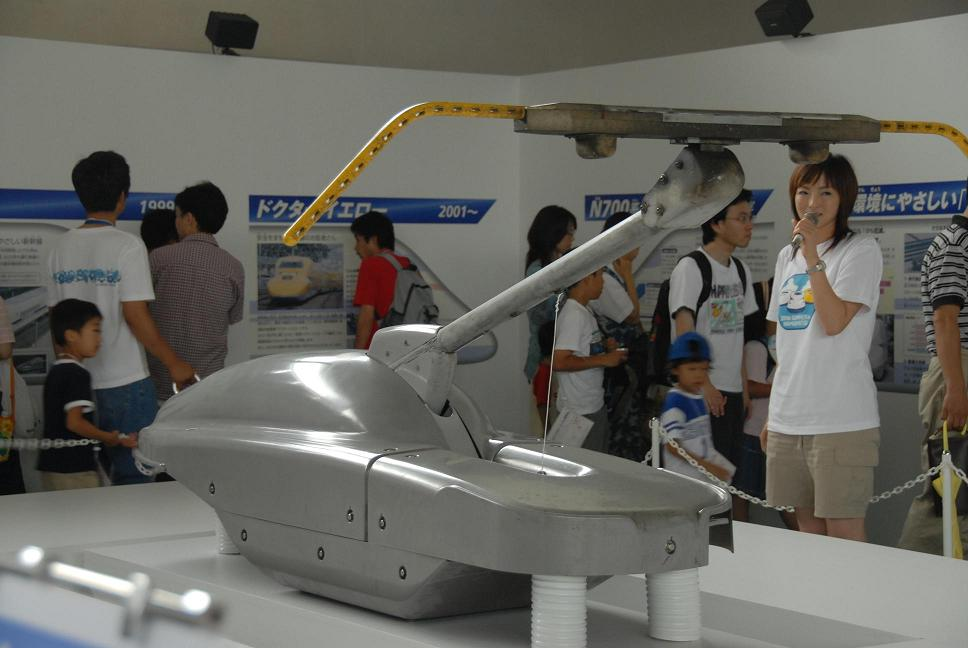
黄色い部分がホーン
写真は新幹線N700系電車用
シングルアーム形

スライダー両端の湾曲した部分で、ホーンとは角（つの）意味。架線の障害（通常走行時では分岐器等によって架線が交差する部分等）で偏倚が極端に大きくなった場合など、万一の際に集電装置の復元を助け、逸脱を防ぐ。車両やパンタグラフの形式によって、先端が一本のもの、二本のもの、先端が一本にまとまったY型など、形状も様々である。菱形パンタグラフは、日本では登場当初より長らくスライダーそのものがホーンとなっていて、これを平形ないしは船形と呼ぶ。その後私鉄ではPT43（一部例外あり）やPT44、国鉄ではPS21でスライダーとは別にホーンパイプが設けられ、スライダーそのものは集電に徹するようになっている。これによってスライダーが短縮され、その分軽量化に寄与している。現在、ホーンの先端には蛍光色のペイントもしくはテープの巻き付けが広く行われるようになっている。
新幹線用では、波線状に多数の長穴が開けられており、穴の中を抜ける気流により、カルマン渦を小さくし、高速時の「エオルス音（鈍音）」の発生を抑えている。

#### イコライザー
パンタグラフのイコライザーは、走行時に架線との間に働く摩擦力による、枠とスライダーの傾きを防ぐ平衡装置である。

#### 鍵（かぎ）
留置時など、集電装置がばねの力で跳ね上がらないようにするためのフック状の留め金。

#### 碍子（がいし）

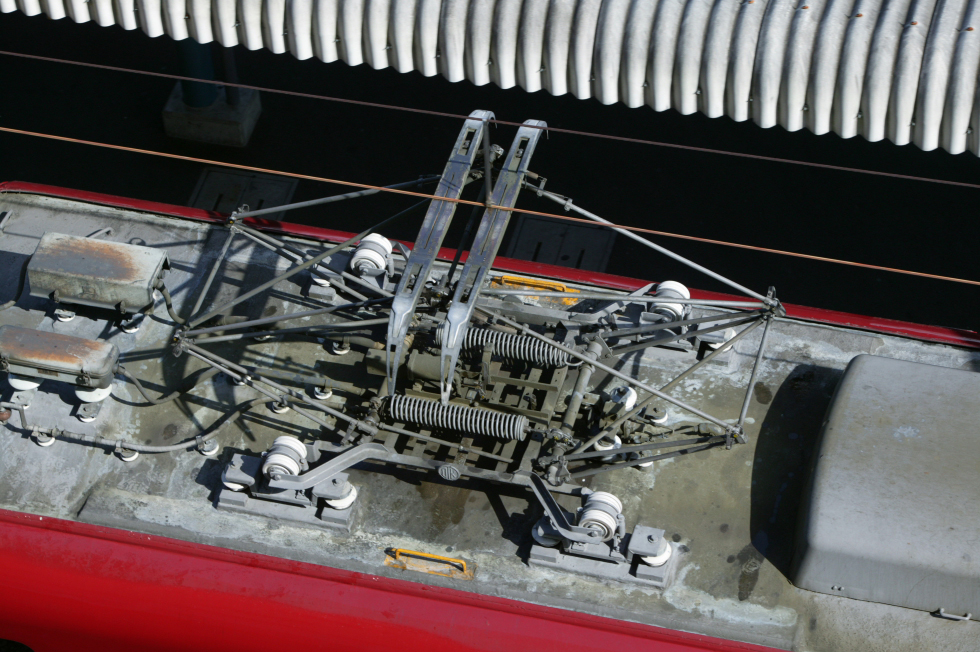
横型がいしでの設置例
東洋電機製 PT-42形
近鉄モ610形

車両と集電装置の間に位置し、絶縁用に使われる部品。
交流用など電圧の高い場合は絶縁間隔確保のために段数が増え、海底トンネルや風の強い沿岸部で使われる場合、塩害を防ぐため、さらにシリコン系の絶縁材を塗布する場合がある。
通常は屋根上と集電装置の台枠の間に垂直に挿入して絶縁間隔を確保するが、トンネルなどの断面形状が小さく車両限界に制約がある場合には、碍子を横倒しに配置して台枠高さを可能な限り引き下げる例が近畿日本鉄道などで見られる。
既述のとおり、新幹線車輌によっては、碍子自体に空力的な形状処理を施し、騒音の軽減を図った碍子を採用するケースが増えている。
碍子の形状は風洞実験によって決定され、車輌の外観上のアクセントともなっている。

### 特殊なパンタグラフ

#### 霜取りパンタ
寒期に車上の集電装置を使用し架線に付着した霜や氷などを掻き取るものを「霜取り用」「除霜用」と称する。集電機能を持たない霜取り専用のものもある。また、霜による離線の際に発生するアークを防止する目的でパンタグラフを2台化する場合や、走行方向の関係から霜取り作業用として増設したパンタグラフで集電しながら既設のパンタグラフで霜取りをする場合もある。

#### 三相交流電化用パンタグラフ

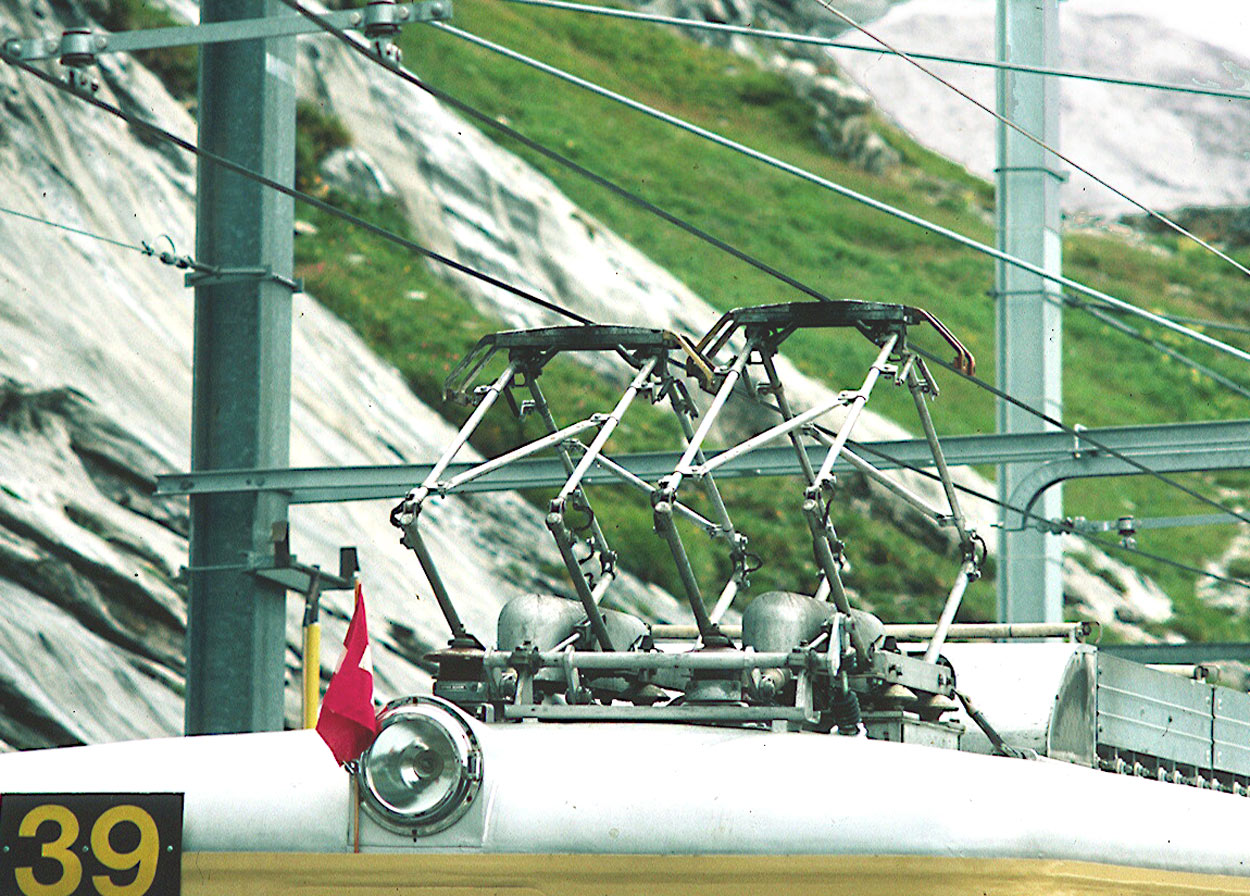
ユングフラウ鉄道の2つ並んだパンタグラフ

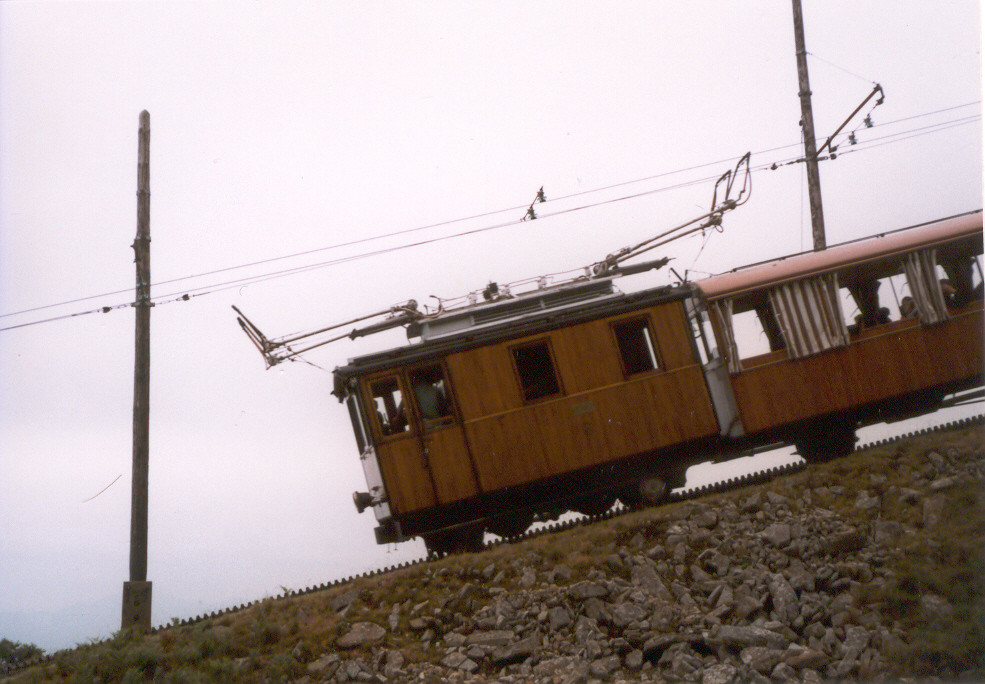
フランスLa Rhune鉄道の電気機関車。下枠付きの大型ビューゲルを装備している。

日本では新交通システムを除く一般鉄道で実用化されなかったが、ヨーロッパの一部では架空線の三相交流電化が行われている。ポール集電におけるダブルポール同様に架線を並行して2本張り、集電装置は横に2基を並べて集電を行う方式と、1基の集電装置に電気的に独立した2つの集電舟を左右に並べて装備する方式があるほか、初期の三相交流電化では架線を縦に3本張り、集電装置も縦に3機を並べて集電を行う方式も存在した。

### 日本のメーカー
日本ではパンタグラフは現在、東洋電機製造と工進精工所で製造されている。
かつては日立製作所、東芝、三菱電機、富士電機、泰平電鉄機械（現・泰平電機）でも製造されていた。このうち日立製は相模鉄道、東芝製は阪急電鉄（神宝線管内のみ）、三菱電機製は神戸電鉄、富士電機製は山陽電気鉄道、泰平製は全国の路面電車で使用されていたが、いずれの会社も車両の経年廃車、パンタグラフ自体の更新、製造側の業態変更による撤退などにより、現在は少数の車両を除き使われていない。

### パンタグラフの押上力
パンタグラフの押上力は、摺り板の磨耗や架線への追従性を考慮して静止状態で50N（およそ5kgf）以下であり、湿った雪が積もった程度でも離線してしまうほどである。

### 低屋根車両・装置移設車両
架空電車線方式では集電装置の高さと架線との高さ（建築限界・車両限界）などが異なる区間を走行する場合もままありうる。そういった区間を走行する場合には、通例高さが低い方に合わせる。これは他社の郊外路線と直通する地下鉄などが当てはまる。日本の旧国鉄では、電化工事の際、工期短縮と工費節減を目的として、明治時代に建設された設備（主にトンネル）を、大規模な改修を行わずにそのまま使用した箇所があり、これらの限界が他の線区より狭い。中央線の高尾 - 中津川の山岳区間、篠ノ井線、私鉄を国有化した路線である身延線、民営化後に電化された予讃線の愛媛県内などの線区が知られている。飯田線も戦時買収私鉄であるが、この事例には該当しない。
国鉄時代、これらの「狭小トンネル」区間に使用または直通する車両は、パンタグラフの折りたたみ時に架線との一定の距離を保つため、その時の高さを通常より低くすること（国鉄の通常の直流区間向け車両のパンタグラフ折りたたみ高さは軌道上面から4,300 mm以内が車両限界。中央線は4,000 mm以内。身延線は3,960 mm以内。予讃線は4,000 mm以内）や、電気保安装置である避雷器など周辺装置、屋根上のヘッドライトなどの移設を行うことが求められ、既存車の改造や、既系列の新車を設計変更することで対応していた。特に移設装置で目立つものが避雷器であったことから、これらは避雷器移設工事車両といわれた。またパンタグラフ部の屋根を切り欠いて設置位置を低くしたものを低屋根車両と称する場合もあり、特に中央線向けの車両は、勾配用に低められた電動車の歯数比との組み合わせで「山用電車」と呼ばれることもあった。これらの仕様は42系・71系・72系・80系・101系・115系・165系・JR東海211系などに見られ、72系以降の該当車両には主に800番台などの番台区分がなされている。
しかし、元々重心を下げる目的で全高を抑えた設計の特急形電車や、国鉄分割民営化後に該当路線に投入された車両は、低屋根車両とは呼ばれない。また、交流型電車・交直流電車については、20,000 Vの特高圧電流を使用する交流電化区間でその保安上、架線およびパンタグラフの基部を直流区間の場合よりも高い位置に取る必要がある事、あわせて関連機器を屋根上にも装備するためのスペースを確保しなければならない事から、元より前述の低屋根に近い設計がなされている。このことから前述の低屋根車両には該当しない。
中央線については、最低作用高さと折りたたみ高さを低減したパンタグラフ（PS23形・PS24形、シングルアームのPS35形）が開発され、既存または新規の全高の高い車両もこれらのパンタグラフを搭載することでパンタグラフ降下時に架線との距離をクリアすることが可能になり、低屋根車両を製造する必要性がなくなった（対応車両は車番の前に◆のマークが付けられた）。それ以前に製造された低屋根車両は経年廃車が進み、数が減少している。ただし、身延線ではこれでも通れないため、パンタグラフ取り付け部を20 mm下げた専用の低屋根車両（115系2600番台電車）が製造された。なお、JR東海の現在の新型車（373系・313系）は改良型シングルアーム（C-PS27A形）を装着するなど、身延線を走行することを想定した屋根高さで設計されている。
現在電化はなされていないが、将来的に土讃線や高徳線を電化した場合は予讃線よりさらに条件が悪いため、JR四国の車両では特別仕様のパンタグラフ（S-PS58形、S-PS59形）を装備し、新造車では屋根全体を低めている。

## 第三軌条集電靴
第三軌条方式では、台車の外側に取り付けられた集電装置（集電靴（しゅうでんか）英: contact shoe。日本語では「コレクターシュー」と称する）によって第三軌条から集電する方法が一般的である。架線と異なり柔軟性がないため、高速運転には不向きである（日本での第三軌条区間最高速路線は近鉄けいはんな線の95 km/h）。イギリスのユーロスター走行区間では160 km/h運転を行っているが、フランス国内の区間との速度差が大きいこともあり、架空線方式の高速新線 (CTRL) に順次切り替えられている。
日本では主に地下鉄事業者に採用され、それ以外の事業者では北大阪急行電鉄と近鉄けいはんな線のみ地上区間での採用となっている。これらの路線は、Osaka Metro御堂筋線や中央線に相互直通運転するため第三軌条方式を採用している。かつては信越本線の横川 - 軽井沢間の碓氷峠のアプト区間でも一時期採用されていた（なお、同区間は日本で最初の幹線電化区間である）。営業路線以外では、鹿児島県いちき串木野市にある金山跡を活用した観光施設「薩摩金山蔵」において、この方式を採用したかつての専用軌道が観光用として運行されている。
ロンドン地下鉄では、世界でも非常に珍しい「四軌条方式」(Four-rails system) を採用している。通常配置の第三軌条には直流+420 V、走行用レールの間に置かれた「第四軌条」(Fourth Rail) には直流-210 Vがそれぞれ印加されており、トータルで630 Vを得る仕組みとなっている。

### 地表集電方式
路面電車で第三軌条を使用する地表集電方式の事例がある。
アルストムの子会社であるINNORAILが開発したAlimemtation par le Sol (APS)が、ボルドーを始めとする10都市の路面電車で使用されている。これは、軌道中央に給電用のレールを敷設し、車両側に取り付けられた集電靴で集電するシステムだが、そのままでは歩行者が集電レールを踏むと感電してしまう。そこで8mの集電セグメントと2mの絶縁セグメントに集電区間を区切り、絶縁セグメントの前後の給電セグメントを給電ボックスで区切って敷設し、車体側に取り付けた設置アンテナから信号を送ることにより、給電セグメントのON/OFFを走行しながら繰り返す、これにより、電流が流れている区間を電車と共に移動させ、感電を防いでいる。建設コストが架空線方式よりも割高になるが、架線によって都市景観が損なわれないため、ボルドーでは景観保護を重点的にしている区間をAPSシステムとしている。近年ではフランスの他、ドバイやクエンカなどの都市でも採用されている。
APS以外の地表集電方式として「コンデュイット方式」がボルドー、ロンドン、ニューヨーク等の路面電車で採用されていた。これは地中に埋設した給電線から、車体側に取り付けられた「脚」に取り付けられた集電靴で集電するものであった。この方式は、地面を60cm程度掘削する必要があり、保守にも手間が掛かる等様々な問題点があったことから、現在までに路線は全て廃止されている。現在ロンドンの鉄道博物館にこのシステムの解説が展示され、ボルドーには当時の車両が保存されている。